# ویلیام پی. دیلینگهام
ویلیام پی. دیلینگهام (به انگلیسی: William Paul Dillingham) سناتور سابق عضو حزب جمهوری‌خواه ایالات متحده آمریکا بود. وی در سال ۱۹۰۰ تا ۱۹۲۳ میلادی سناتور ایالت ورمانت در سنای ایالات متحده آمریکا بود.